# أودوبي
Udupi (تهجئة بديلة Udipi؛ والمعروفة أيضًا باسم Odipu في Tulu ) هي مدينة في ولاية كارناتاكا الهندية. تقع أودوبي على بعد حوالي 55 كم (34 ميل) شمال المركز التعليمي والتجاري والصناعي لمانغالور وحوالي 422 كم (262 ميل) غرب عاصمة الولاية بنغالور عن طريق البر.
وهي المقر الإداري لمنطقة أودوبي، وواحدة من أسرع المدن نموًا في ولاية كارناتاكا. Udupi هي واحدة من أفضل مناطق الجذب السياحي في ولاية كارناتاكا ولديها مؤسسات تعليمية مختلفة. تشتهر بمعبد كريشنا وتُعرف أيضًا باسم مدينة المعبد. كما أنها تضفي اسمها على مطبخ Udupi الشهير، المعروف أيضًا باسم Parashurama Kshetra، ويشتهر بـ Kanakana kindi. مركز الحج، يُعرف أودوبي باسم راجاتا بيثا وشيفالي (شيفابيل).